# Terondèls
Terondèls (en occità Thérondels) és un municipi francès situat al departament de l'Avairon i a la regió d'Occitània.

## Demografia
| 1962                                       | 1968 | 1975 | 1982 | 1990 | 1999 | 2006 |
| ------------------------------------------ | ---- | ---- | ---- | ---- | ---- | ---- |
| 803                                        | 804  | 683  | 606  | 505  | 478  | 486  |
| Des de 1962: població sense dobles comptes |      |      |      |      |      |      |

## Administració
| Període   | Identitat       | Partit |
| --------- | --------------- | ------ |
| 1983-1995 | René Guimonteil |        |
| 1995-2001 | Pierre Bélard   |        |
| 2001-     | Paul Mestre     |        |